# 切頭帕海膽
切頭帕海膽（學名：Temnocidaris）是一屬已滅絕的海膽，其化石主要分布在歐洲及北美，很少有保存下來的整體。牠們近乎球形的體殼是由五對巨大的間步帶骨板柱組成，每條柱上都有巨大顯眼的刺瘤。五對步帶柱狹窄而曲折。在間步帶大刺瘤附著巨大的紡錘狀棘刺，表面粗糙且有許多小刺。切頭帕海膽生活在海底，牠們是雜食性的食腐動物，用其銳利的齒來銼磨食物。

## 外部連結
- Temnocidaris （页面存档备份，存于） in the Paleobiology Database